# امیل ارلنمایر
امیل ارلنمایر (آلمانی: Emil Erlenmeyer؛ زاده ۲۸ ژوئن ۱۸۲۵ درگذشته ۲۲ ژانویهٔ ۱۹۰۹) یک شیمی‌دان در زمینه شیمی آلی اهل آلمان بود.